# Chigallia reticulata
Chigallia reticulata är en insektsart som beskrevs av Rauno E. Linnavuori och Delong 1977. Chigallia reticulata ingår i släktet Chigallia och familjen dvärgstritar. Inga underarter finns listade i Catalogue of Life.